# Vendôme
Vendôme je naselje in občina v osrednji francoski regiji Center, podprefektura departmaja Loir-et-Cher. Leta 2010 je naselje imelo 16.920 prebivalcev.

## Geografija
Kraj leži v pokrajini Orléanais ob reki Loir, 31 km severozahodno od Bloisa.

## Uprava
Vendôme je sedež dveh kantonov:
- Kanton Vendôme-1 (del občine Vendôme, občine Azé, Mazangé, Naveil, Thoré-la-Rochette, Villiers-sur-Loir: 13.395 prebivalcev),
- Kanton Vendôme-2 (del občine Vendôme, občine Areines, Marcilly-en-Beauce, Meslay, Sainte-Anne, Saint-Ouen, Villerable, Villiersfaux: 15.147 prebivalcev).

Naselje je prav tako sedež okrožja, v katerega so poleg njegovih dveh vključeni še kantoni Droué, Mondoubleau, Montoire-sur-le-Loir, Morée, Saint-Amand-Longpré, Savigny-sur-Braye in Selommes s 70.740 prebivalci (v letu 2010).

## Zgodovina
Vendôme (lat. Vindocinum) je bil prvotno verjetno galski oppidum, kasneje zamenjan s fevdalnim gradom, okoli katerega se je razvilo sodobno mesto. Krščanstvo je prišlo v Vendôme v 5. stoletju s sv. Bienheuréom. Opatija sv. Trojice je bila ustanovljena okoli 1030. 
Z vzponom kapetingov na oblast je Vendôme postal prestolnica grofije, kateri je vladal Bouchard, imenovani »častitljivi« (umrl v samostanu Saint-Maur-des-Fossés 1007). Nasledstvo je prešlo z več porokami na hiše Nevers, Preuilly in Montoire. Bouchard VII., grof Vendôma in Castresa (umrl okoli 1374), je zapustil dediščino svoji sestri Katarini, ženi Ivana Burbonskega. Za časa Karla Burbonskega (1515) je bila grofija povzdignjena na nivo vojvodstva in peerstva. Njegov sin Anton, kralj Navare, je bil oče Henrika IV. Francoskega. Slednji je dal vojvodstvo leta 1598 svojemu nezakonskemu sinu Cezarju (1594-1665). Poslednji vojvoda je bil za časa Ludvika XIV. sloviti general Louis Joseph (1645-1712).
S francosko revolucijo je Vendôme postal sedež podprefekture novoustanovljenega departmaja Loir-et-Cher.

## Zanimivosti
Vendôme je na seznamu francoskih umetnostno-zgodovinskih mest.
- benediktinska opatija sv. Trojice, ustanovljena v letu 1033, s samostanom sv. Martina,
- cerkev sv. Marije Magdalene iz 15. stoletja, notranjost cerkve prenovljena v 19. stoletju,
- vodna vrata La porte d’eau - arche des Grands Prés iz 13. do 15. stoletja,
- mestna vrata sv. Jurija,
- stolp sv. Martina,
- mestna hiša s kapelo sv. Jakoba,
- grad Château de Vendôme.

## Osebnosti
- Jean-Baptiste Donatien de Vimeur, grof de Rochambeau (1725-1807), maršal Francije;

## Promet
- železniška postaja Gare de Vendôme ob progi Brétigny - La Membrolle-sur-Choisille,
- železniška postaja Gare de Vendôme - Villiers-sur-Loir TGV ob progi LGV Atlantique (Pariz Montparnasse - Monts)

## Pobratena mesta
- Gevelsberg (Severno Porenje - Vestfalija, Nemčija),
- Hampton (Virginia, ZDA).